# Dolichognatha minuscula
Dolichognatha minuscula är en spindelart som först beskrevs av Cândido Firmino de Mello-Leitão 1940.  
Dolichognatha minuscula ingår i släktet Dolichognatha och familjen käkspindlar. Artens utbredningsområde är Guyana. Inga underarter finns listade i Catalogue of Life.